# Robert Ray (Komponist)
Robert Ray (* 1946 in St. Louis; † Dezember 2022) war ein amerikanischer Komponist, Chorleiter und Pianist, der dazu beigetragen hat, den afroamerikanischen Gospel auf der Konzertbühne zu etablieren. Seine Kompositionen Gospel Mass und He Never Failed Me Yet werden international aufgeführt.

## Wirken
Ray schloss 1968 sein Bachelor-Studium an der Northwestern University mit einem Diplom in Klavierspiel ab und verbrachte den ersten Teil seiner musikalischen Karriere zunächst als Pianist. Mehrere Jahre lang tourte er als Begleiter der bekannten afroamerikanischen Baritone William Warfield und Robert McFerrin.
Rays Interesse an der Gospelmusik wurde 1968 geweckt, als er gebeten wurde, mit dem Hochschul-Gospelchor der University of Illinois zu arbeiten; er leitete den Chor bei Auftritten mit Ossie Davis, Max Roach, James Cleveland und Edwin Hawkins. Anschließend gründete er die Black Voices of Inspiration an der Purdue University und die Robert Ray Singers. Auf Anregung von Clarence Rivers komponierte er seine Gospel Mass, als er als Leiter des Liturgieteams für das National Office of Black Catholics tätig war. Das sechssätzige Werk stellt das Ordinarium der Messe in englischer Sprache in einen afroamerikanischen Kontext. Es wurde 1981 an der University of Illinois at Urbana-Champaign, wo Ray tätig war, vom Black Chorus der Schule uraufgeführt, den Ray gegründet hatte. He Never Failed Me Yet entstand 1994. Beide Kompositionen haben große  Popularität erlangt und wurden weltweit aufgeführt, teilweise unter seiner Leitung. Ray leitete den In Unison Chorus des St. Louis Symphony Orchestra von dessen Gründung im Jahr 1994 bis zu seiner Pensionierung 2010. Außerdem war er Musikdirektor an der St. Paul A.M.E. Church in St. Louis und dirigierte 1997 das St. Louis Symphony Orchestra bei der Uraufführung der Orchesterfassung seines Gospel Magnificat.
Ab 1992 unterrichtete Ray als Hochschullehrer Piano an der University of Missouri–St. Louis.